# ناحیه کولونیه
استان کولونیه (به آلبانیایی: Rrethi i Kolonjës) نام یکی از استان‌های سی‌وشش‌گانه کشور آلبانی است.
مرکز این استان شهر Ersekë است